# 1950 NBA Draft
W drafcie NBA w 1950 r. wybrano 121 zawodników w 12 rundach. 4 zawodników tego draftu znalazło się na liście Basketball Hall of Fame: Paul Arizin, Bob Cousy, George Yardley, i Bill Sharman.

## Wybór terytorialny
|  | = All-Star     |
|  | = Hall of Fame |

| Zawodnik    | Drużyna NBA           | College/Drużyna |
| ----------- | --------------------- | --------------- |
| Paul Arizin | Philadelphia Warriors | Villanova       |

## Runda pierwsza
| Nr | Zawodnik        | Drużyna NBA             | College/Drużyna             |
| -- | --------------- | ----------------------- | --------------------------- |
| 1  | Chuck Share     | Boston Celtics          | Bowling Green               |
| 2  | Don Rehfeldt    | Baltimore Bullets       | Wisconsin                   |
| 3  | Bob Cousy       | Tri-Cities Blackhawks   | Holy Cross                  |
| 4  | Dick Schnittker | Washington Capitols     | Ohio State                  |
| 5  | Larry Foust     | Chicago Stags           | LaSalle                     |
| 6  | Irwin Dambrot   | New York Knickerbockers | CCNY                        |
| 7  | George Yardley  | Fort Wayne Pistons      | Stanford                    |
| 8  | Bob Lavoy       | Indianapolis Olympians  | Western Kentucky            |
| 9  | Joe McNamee     | Rochester Royals        | University of San Francisco |
| 10 | Kevin O’Shea    | Minneapolis Lakers      | Notre Dame                  |
| 11 | Don Lofgran     | Syracuse Nationals      | University of San Francisco |

## Runda druga
| Nr | Zawodnik        | Drużyna NBA             | College/Drużyna                            |
| -- | --------------- | ----------------------- | ------------------------------------------ |
| 12 | John Pilch      | Baltimore Bullets       | Wyoming                                    |
| 13 | Chuck Cooper    | Boston Celtics          | Duquesne                                   |
| 14 | Wally Osterkorn | Chicago Stags           | University of Illinois at Urbana-Champaign |
| 15 | James Riffey    | Fort Wayne Pistons      | Tulane                                     |
| 16 | Paul Unruh      | Indianapolis Olympians  | Bradley                                    |
| 17 | Hal Haskins     | Minneapolis Lakers      | Hamline                                    |
| 18 | Herb Scherer    | New York Knickerbockers | Long Island University                     |
| 19 | Ed Dahler       | Philadelphia Warriors   | Duquesne                                   |
| 20 | George Stanich  | Rochester Royals        | UCLA                                       |
| 21 | Gerry Calabrese | Syracuse Nationals      | St. John’s                                 |
| 22 | Ed Gayda        | Tri-Cities Blackhawks   | Washington State                           |
| 23 | Bill Sharman    | Washington Capitols     | USC                                        |